# Sleeping with Sirens
Sleeping With Sirens é uma banda de rock formada em Orlando, Flórida, em 2009. Atualmente composta por Kellin Quinn, Justin Hills, Nick Martin e Matty Best e assinados com a Sumerian Records, eles já lançaram sete álbuns de estúdio e um EP. Em 2015, "Kick Me" venceu o prêmio de Canção do Ano pela Alternative Press.

## Carreira

### With Ears to See and Eyes to Hear(2009–2010)

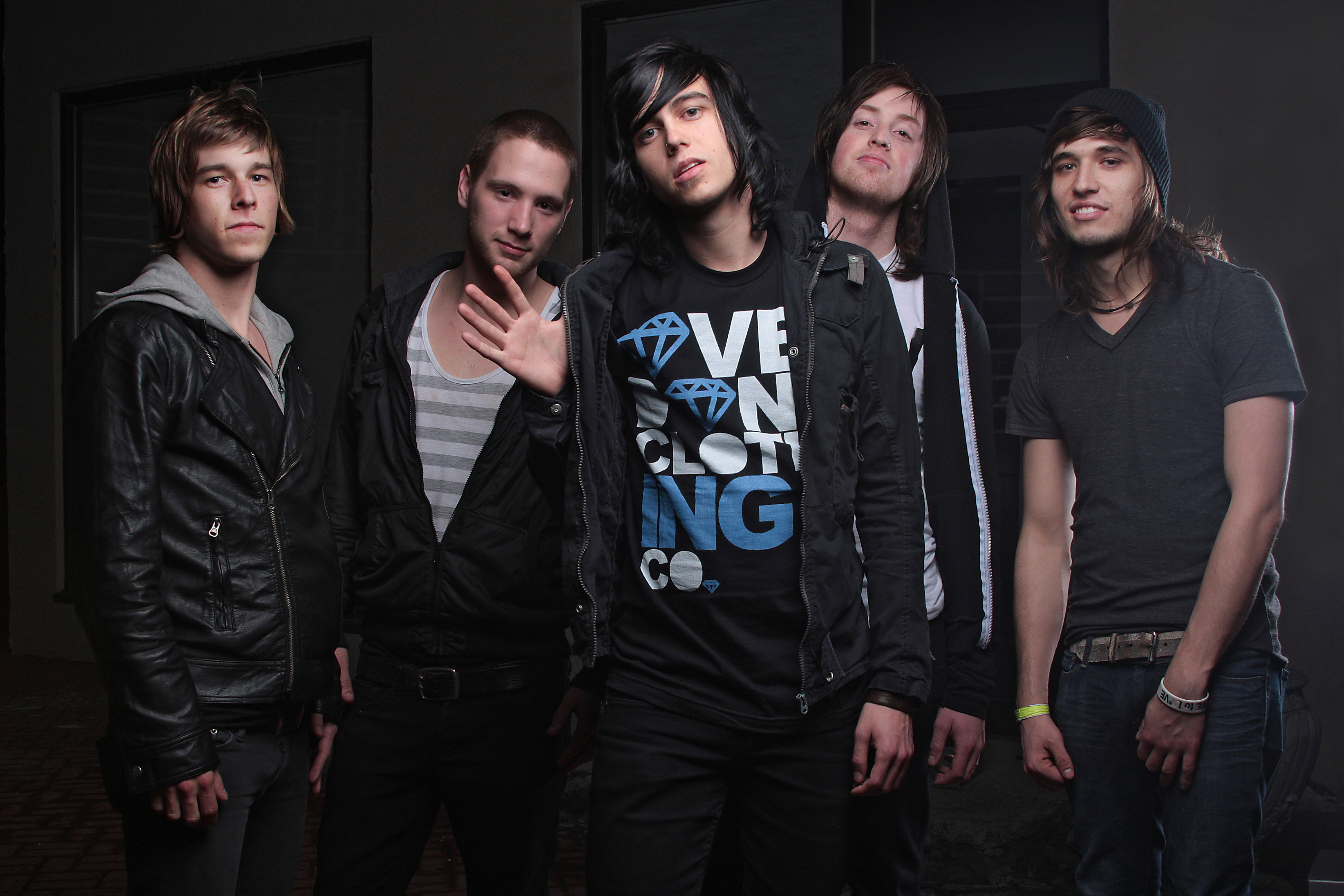
Sleeping With Sirens em 2010.

A banda foi formada em 2009 pelo vocalista Brian Calzini, que saiu no mesmo ano e formou o We Are Defiance. Para seu primeiro lançamento, a formação contava com o frontman Kellin Quinn, guitarristas Jack Fowler e Justin Hills e o baterista Gabe Barham. Após assinarem com a Rise Records, lançaram seu álbum de estreia With Ears to See and Eyes to Hear em 23 de março de 2010. Ele estreou na 7ª posição na parada Top Heatseekers e na 36ª posição na Top Independent Albums, ambas da Billboard, vendendo mais de 25 mil cópias. Três singles foram incluídos no álbum: "You Kill Me (In a Good Way)", "With Ears to See and Eyes to Hear" e "If I'm James Dean, You're Audrey Hepburn", que rendeu reconhecimento à banda, sendo certificado ouro pela RIAA em 18 de julho de 2018, após ter 500.000 cópias vendidas nos EUA.

### Let's Cheers to This(2011–2012)
Em 7 de abril de 2011, a banda lançou "Do It Now Remember It Later", o primeiro single do novo álbum da banda. No final do mês, em 28 de abril, o próximo single "Fire" foi lançado. O segundo álbum do Sleeping With Sirens, Let's Cheers to This, foi lançado em 10 de maio de 2011. O videoclipe da faixa "If You Can't Hang" foi lançado no canal do YouTube da Rise em 14 de setembro, tornando este o terceiro single do álbum, e até julho de 2017 já possuía mais de 80 milhões de visualizações.
Em 26 de junho de 2012 lançaram seu primeiro EP, If You Were a Movie, This Would Be Your Soundtrack, com canções da banda regravadas em acústico e duas inéditas: "Roger Rabbit" e "Don’t You Ever Forget About Me". Em 12 de outubro a banda Pierce the Veil e o Sleeping with Sirens iniciaram a turnê conjunta Collide with the Sky, após Kellin Quinn ter participado da canção de sucesso "King for a Day". Como especial de Halloween, em 21 de outubro de 2012 a banda lançou a canção avulsa "Dead Walker Texas Ranger".

### Feel(2013–2014)

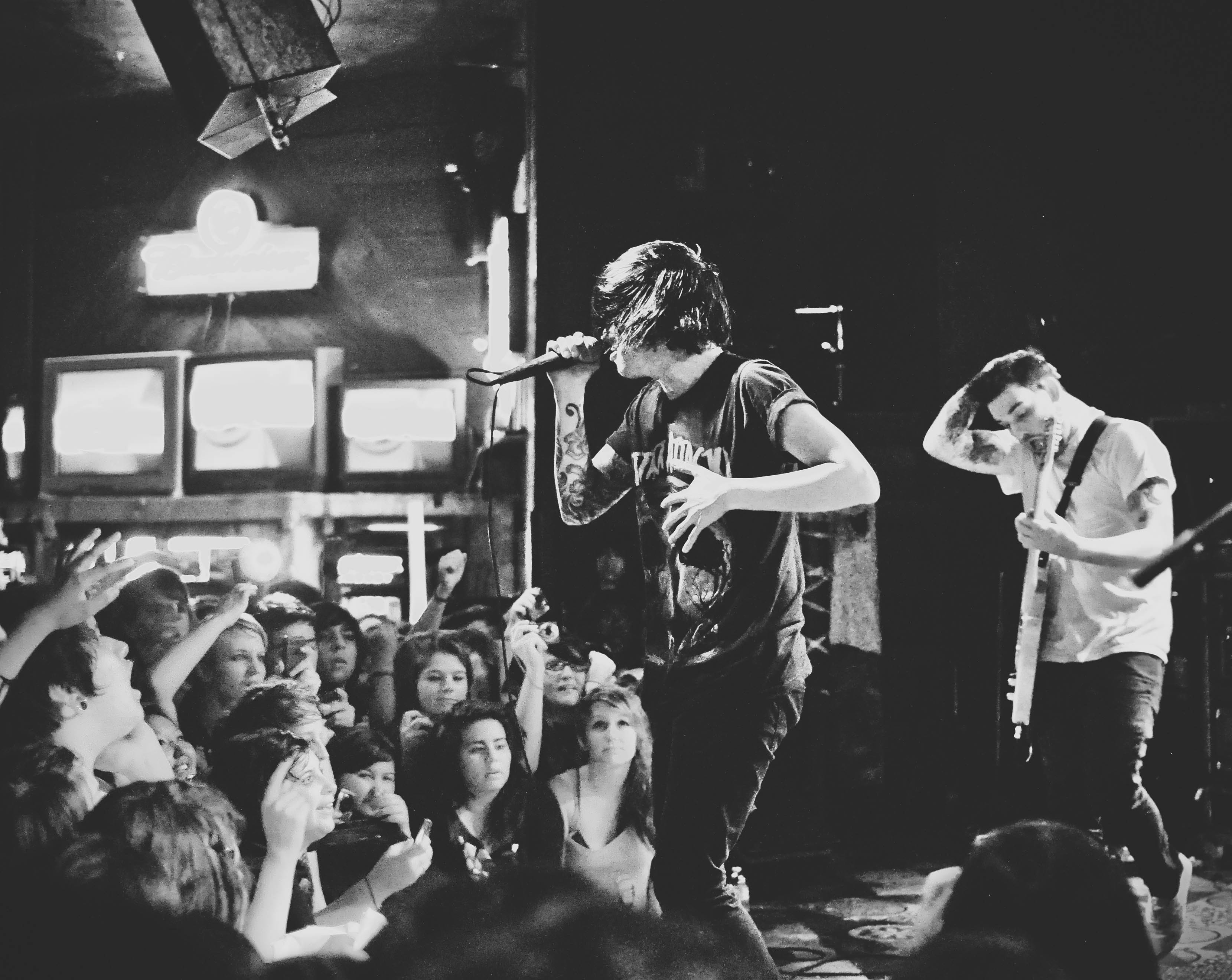
Sleeping With Sirens ao vivo em Tucson, Arizona, em 2013.

Em janeiro de 2013, a banda entrou em estúdio para gravar o sucessor de Let's Cheers to This, com lançamento estimado para meados de 2013. Em 23 de abril, lançaram o single "Low" e revelaram o título do novo álbum, Feel, assim como sua data de lançamento: 4 de junho de 2013. O álbum recebeu críticas positivas em geral e estreou em terceiro lugar na Billboard 200, além de ficar em segundo nas paradas US Top Rock Albums e US Independent Albums. e Para divulgar o novo álbum, a banda tocou no palco principal Kia no evento Vans Warped Tour 2013. No dia 21 de maio, foi lançado segundo single do terceiro álbum, "Alone", que teve a participação de Machine Gun Kelly.
Em 4 de agosto, a banda anunciou a turnê Feel This Tour sendo ato principal dela, em apoio ao álbum Feel. Os grupos Memphis May Fire, Breathe Carolina, Issues e Our Last Night apoiaram a turnê em datas selecionadas.
Em 16 de outubro de 2013, o guitarrista Jesse Lawson anunciou sua saída da banda, dando como motivo desejar passar mais tempo com sua família e iniciar um novo empreendimento musical. Após a saída amigável de Lawson, a banda convocou Nick Martin para ocupar a posição de guitarrista para a próxima turnê em promoção ao Feel nos Estados Unidos e Reino Unido.

### Madness(2014–2016)
No dia 6 de julho de 2014, Sleeping With Sirens divulgou imagens dos integrantes em estúdio gravando novas músicas com o produtor John Feldmann. Em 21 de julho, anunciaram que seriam a atração principal de uma turnê mundial em dupla com com o Pierce the Veil, com as bandas de apoio Beartooth e This Wild Life. Em 8 de agosto, anunciaram que havia deixado a Rise Records e prosseguiria trabalhando como uma banda independente. Porém, em 10 de novembro, foi divulgado pela Alternative Press que assinaram contrato com a Epitaph Records, já lançando um o novo single: "Kick Me". No dia de ano novo, prosseguiram com o single "We Like It Loud", que ficou disponível para download gratuito por vinte e quatro horas no site da banda.
O quarto álbum de estúdio, Madness, foi lançado em 17 de março de 2015. Kellin Quinn considera-o como seu álbum favorito do Sleeping With Sirens. O álbum continua a progressão da banda para um som mais estilo pop rock, mas mantém suas influências post-hardcore até então. Em agosto, a turnê em promoção ao Madness levou a banda ao Brasil pela primeira vez, e depois passou pela Argentina, Chile e México.

### Gossip(2017–2019)
O próximo álbum, Gossip, foi lançado em 22 de setembro de 2017, o primeiro e único em assinatura com a Warner Bros Records. Ele foi marcado por uma reviravolta na musicalidade diferente da banda, saindo do post-hardcore para o pop rock.
Iniciaram a turnê em suporte ao Gossip em agosto de 2017 com os convidados especiais The White Noise, Palaye Royale e Chase Atlantic. A partir de maio de 2018, Sleeping with Sirens iniciou a etapa europeia da turnê com Chase Atlantic e Chapel. No mês seguinte, se apresentaram em cinco datas na Austrália e em agosto se apresentaram mais uma vez em países da América Latina.

### How It Feels to Be Lost(2019–2021)

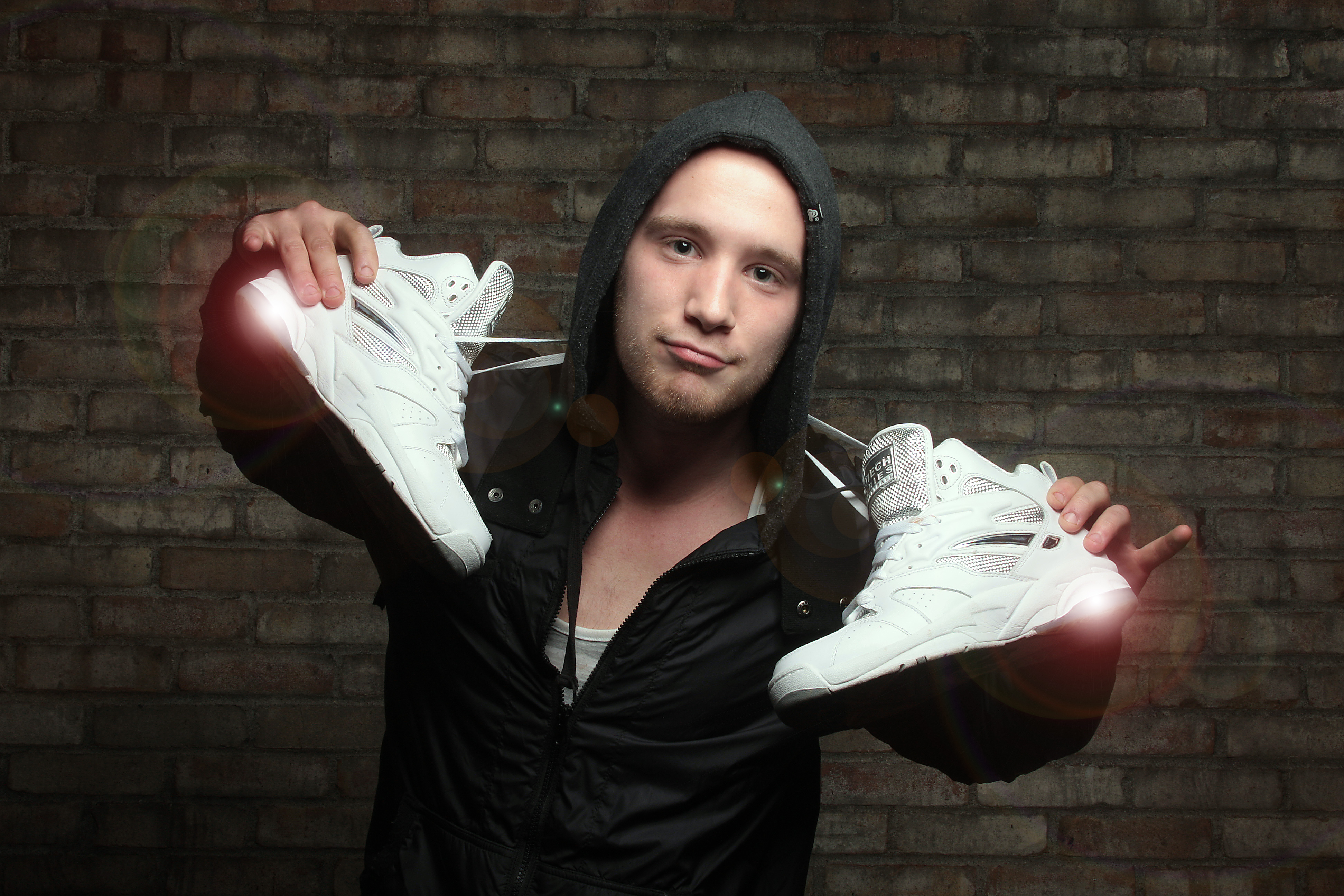
O baterista fundador Gabe Barham (imagem de 2010), deixou a banda em 2019.

Em 19 de junho de 2019, a banda lançou o single "Leave It All Behind", que se aproxima mais de seu antigo som post-hardcore do que do som pop de Gossip, e anunciou seu sexto álbum de estúdio, How It Feels to Be Lost. Foi o primeiro lançamento da banda pela Sumerian Records. Em 19 de julho, foi lançado o segundo single do álbum, "Break Me Down". Em 8 de agosto, "Agree to Disagree" estreou como o terceiro.
Gabe Barham, baterista que estava com a banda desde sua formação, deixou o grupo em 1º de setembro de 2019. Pouco depois, foi anunciado que Matty Best (do Tonight Alive) assumiria a função de baterista da banda.
Em 9 de abril de 2020, o guitarrista Jack Fowler postou um pequeno clipe em formato teaser de uma música futura. Ela seria "Talking to Myself", lançada em 24 de julho de 2020, acompanhada de um vídeo com a letra. Em julho, a banda anunciou o lançamento de uma versão deluxe de How It Feels To Be Lost, lançada em 21 de agosto de 2020.

### Complete Collapse(2021–presente)
Em 2 de junho de 2021, Sleeping With Sirens lançou o single "Bloody Knuckles" promovendo seu próximo álbum. Pouco mais de um ano depois, em 22 de junho de 2022, lançaram o segundo single chamado "Crosses", com participação de Spencer Chamberlain do Underoath, ao mesmo tempo que anunciaram seu sétimo álbum de estúdio Complete Collapse, que foi lançado em 14 de outubro de 2022.
Em 14 de julho de 2022, o guitarrista Jack Fowler anunciou que havia saído da banda. Para a turnê que se prosseguiria, Tony Pizzuti (ex The Word Alive) foi recrutado como guitarrista suporte. Em 11 de agosto, lançaram dois singles: "Let You Down" com Charlotte Sands e "Ctrl + Alt + Del".
De setembro à outubro de 2024, Sleeping With Sirens embarcou numa turnê norte-americana que revisitará o Let's Cheers to This, terminando com duas apresentações no festival When We Were Young.

## Estilo musical e influências
Sleeping With Sirens foi descrita dentro dos gêneros post-hardcore, pop rock, pop punk, rock alternativo, metalcore, emo, pop, screamo e post-emo.
A banda cita Rancid, Green Day, blink-182, The Used, Finch e Starting Line como influências. Outras influências mencionadas por Kellin Quinn incluem Linkin Park, Jimmy Eat World, Fall Out Boy, Oasis, Third Eye Blind, Goo Goo Dolls, Sublime, Sugarcult, Blondie, Paula Abdul, Fleetwood Mac e AC/DC.

## Membros
- Kellin Quinn – vocal, teclado, programação (2009–presente)
- Justin Hills – baixo (2009–presente)
- Nick Martin – guitarra base (2013–presente)
- Matty Best – bateria, percussão (2019–presente)

Membros suporte
- Tony Pizzuti – guitarra (2022–presente)

### Ex-integrantes
- Brian Calzini – vocal (2009)
- Brandon McMaster – guitarra principal, vocal de apoio (2009–2010)
- Nick Trombino – guitarra base, vocal de apoio (2009–2010)
- Paul Russell – baixo (2009)
- Dave Aguliar – guitarra base (2009)
- Alex Kaladjian – bateria (2009)
- Jesse Lawson – guitarra base, vocal de apoio (2010–2013)
- Gabe Barham – bateria (2009–2019)
- Jack Fowler – guitarra principal (2011–2022)

## Discografia
- With Ears to See and Eyes to Hear (2010)
- Let's Cheers to This (2011)
- Feel (2013)
- Madness (2015)
- Gossip (2017)
- How It Feels to Be Lost (2019)
- Complete Collapse (2022)

## Prêmios

### Alternative Press Music Awards
| Ano  | Nomeação             | Prêmio             | Resultado | Ref.   |
| ---- | -------------------- | ------------------ | --------- | ------ |
| 2014 | Kellin Quinn         | Melhor Vocalista   | Indicado  | [ 70 ] |
| 2014 | "Alone"              | Canção do Ano      | Indicado  | [ 70 ] |
| 2014 | Feel                 | Canção do Ano      | Indicado  | [ 70 ] |
| 2014 | Sleeping with Sirens | Artista do Ano     | Indicado  | [ 70 ] |
| 2015 | "Kick Me"            | Canção do Ano      | Venceu    | [ 1 ]  |
| 2016 | Kellin Quinn         | Melhor Vocalista   | Indicado  | [ 71 ] |
| 2016 | Madness              | Álbum do Ano       | Indicado  | [ 71 ] |
| 2016 | Sleeping with Sirens | Artista do Ano     | Indicado  | [ 71 ] |
| 2016 | Jack Fowler          | Melhor Guitarrista | Venceu    | [ 72 ] |
| 2017 | Sleeping with Sirens | Fãs Mais Dedicados | Indicado  | [ 73 ] |

### iHeartRadio Music Awards
| Ano  | Nomeação             | Prêmio                               | Resultado | Ref.   |
| ---- | -------------------- | ------------------------------------ | --------- | ------ |
| 2017 | Sleeping with Sirens | Melhor Banda Alternativa Underground | Indicado  | [ 74 ] |

### Kerrang Music Awards
| Ano  | Nomeação             | Prêmio                         | Resultado | Ref.   |
| ---- | -------------------- | ------------------------------ | --------- | ------ |
| 2013 | Sleeping with Sirens | Melhor Estreante Internacional | Indicado  | [ 75 ] |
| 2015 | Sleeping with Sirens | Melhor Banda Internacional     | Indicado  | [ 76 ] |